# 茶曲乡
茶曲乡，是中华人民共和国西藏自治区那曲市比如县下辖的一个乡镇级行政单位。

## 行政区划
茶曲乡下辖以下地区：
日普村、耐秀村、法若村、达勒村、郭那村、拉沃村、塔果村、多硕卡村、乌通村、优隆村、日吾庆夺村、玛库村、肥塘村、嘎塘村、萨塘村和昂永村。